# Bernhard Wosien
Bernhard Wosien (* 19. September 1908 in Passenheim, Masuren; † 29. April 1986 in München) war ein deutscher Tänzer, Ballettmeister, Choreograf und Professor für Ausdruckspädagogik und Tanz sowie Zeichner. Wosien ist der Begründer der modernen Form des Sakralen Tanzes im 20. Jahrhundert, die auch im 21. Jahrhundert in ihrem Verbreitungsgebiet unter dieser Bezeichnung in erster Linie verstanden wird.

## Leben
Bernhard Wosien war der ältere von zwei Söhnen des 1917 über Das historische Volkslied der Polen promovierten evangelischen Theologen Louis Wosien und seiner Ehefrau Antoinette-Linda, geb. Freiin von Buttler-Ponarth. 1913/14 zog die Familie nach Breslau um, wo er bereits 1926 Mitglied im Bewegungschor der von Oskar Schlemmer begründeten „Jungen Bühne“ unter der Ballettmeisterin Helga Swedlund wurde. 1930 erlangte er am dortigen Friedrichs-Gymnasium die Hochschulreife mit den Noten „sehr gut“ im Zeichnen und Kunstunterricht sowie im Sport. Sein Zeichenlehrer war Paul Holz, der auch an der Staatlichen Akademie für Kunst und Kunstgewerbe Breslau unterrichtete. Auf dem Zeugnis ist der Berufswunsch „Zeichenlehrer“ vermerkt.
Vom Sommersemester 1930 bis zum Wintersemester 1931/32 studierte er auf Wunsch des Vaters Evangelische Theologie an der Universität Breslau (wo sein Vater neben seiner Tätigkeit als Pfarrer an der St.-Trinitatis-Kirche als Lektor wirkte). Vom Sommersemester 1931 an studierte er, zunächst gleichzeitig, bis zum Wintersemester 1931/32 an der Kunstakademie Breslau, wo er in Kontakt zu den Meistern Oskar Schlemmer, Georg Muche und Oskar Moll kam. Nach der Schließung der Akademie durch die Nationalsozialisten setzte er das Kunststudium vom Sommersemester 1932 bis zum Wintersemester 1932/33 an der Staatlichen Kunstschule zu Berlin bei den Professoren Willy Jaeckel, Willi Maillard, Rudolf Großmann und in Kunstgeschichte bei Oskar Fischel fort. Unterricht im künstlerischen Tanz in diesen Jahren erhielt er bei Valeria Kratina, Herbert Gargula und Aurel von Milloss.
In den Jahren 1933 und 1934 ergänzte Wosien seine Ballett-Ausbildung bei Tatjana und Victor Gsovsky und Lizzie Maudrik und arbeitete als Regieassistent bei Jürgen Fehling sowie in Engagements als Solotänzer an den Städtischen Bühnen Augsburg, Düsseldorf und an der Volksbühne Berlin. 1934 und 1935 setzte er sein Ballettstudium in Paris bei Lubov Egorova fort, einer früheren Tänzerin der Ballets Russes.
Wosiens berufliche und künstlerische Entwicklung umfasste Tätigkeiten als Tänzer, Regieassistent, Ballettmeister, Tanzpädagoge, Choreograph, Tanzwissenschaftler und Zeichner. Eine seiner erfolgreichsten Choreographien war 1947 am Staatstheater Stuttgart das Ballett Liebeszauber (El amor brujo) in der Zusammenarbeit mit Willi Baumeister als Kostüm- und Bühnenbildner. Die Aufführung wurde durch Hannes Kilian in zahlreichen Fotos dokumentiert.
Seine berufliche Entwicklung führte ihn anschließend vom langjährigen Bühnentänzer zum Tanzpädagogen, der Tanz und Aspekte des Tanzens in spirituellen und heilpädagogischen Zusammenhängen einsetzte. Zuletzt war Wosien ao. Professor ohne Promotion an der Universität Marburg/Lahn (Lehrauftrag für Ausdruckspädagogik und Tanz) und Mitarbeiter am Friedrich-Meinertz-Institut (Heilpädagogenausbildung) an der Heckscher-Klinik in München (Empirische Erforschung heilpädagogischer Verfahren mit milieugeschädigten, verhaltensauffälligen und cerebralgeschädigten Kindern, Entwicklung von Bewegungs- und ausdruckstherapeutischen Methoden). Bernhard Wosiens Nachlass, darunter auch zahlreiche Zeichnungen, befindet sich im Deutschen Tanzarchiv Köln.

## Auszeichnungen
- Preis für künstlerisches Volksschaffen I. Klasse der DDR 1960 (als Bundesbürger)